# J. C. Higginbotham

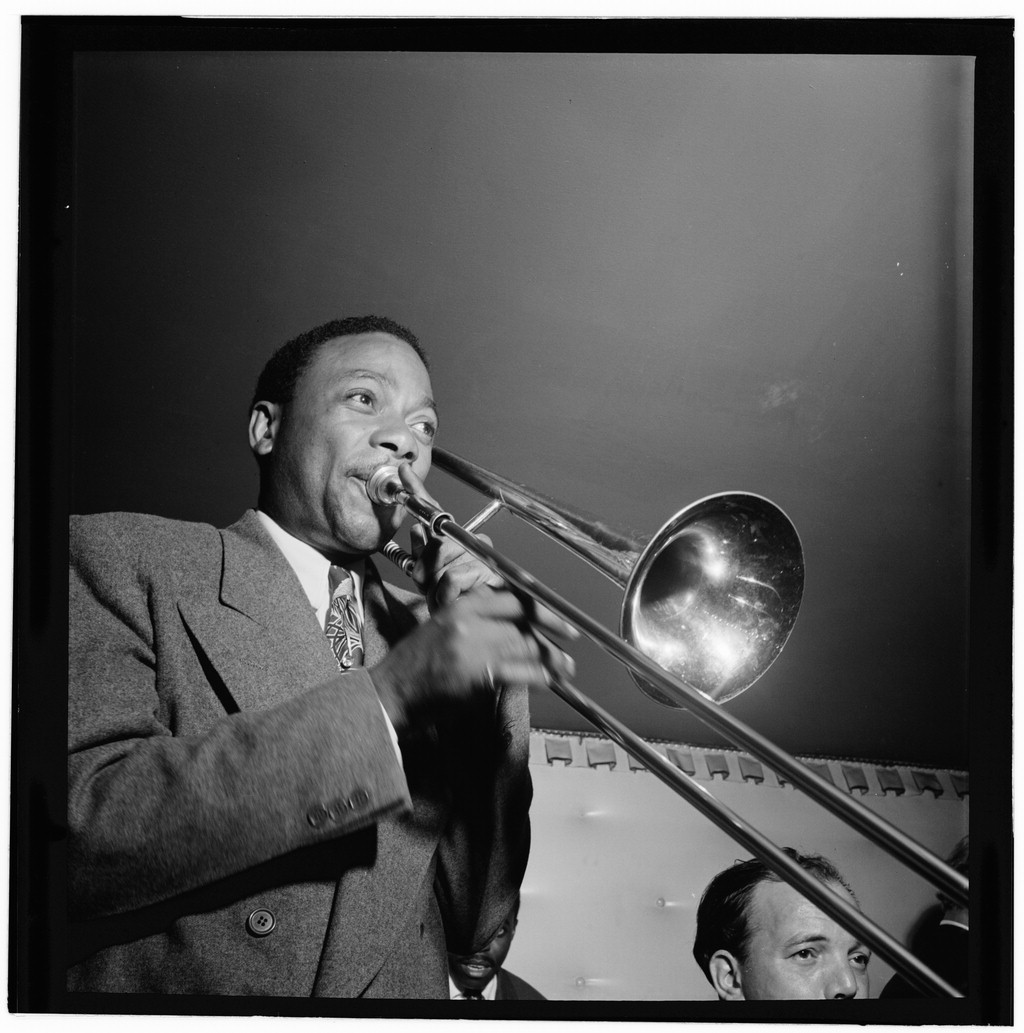
Jay Higginbotham, Jimmy Ryan’s Club, New York, 1940er Jahre. Foto: William P. Gottlieb.

J. C. Higginbotham oder Jay C. Higginbotham (* 11. Mai 1906 in Social Circle, Georgia als Jack Higginbotham; † 26. Mai 1973 in New York City, New York) war ein amerikanischer Jazz-Posaunist.

## Leben und Wirken

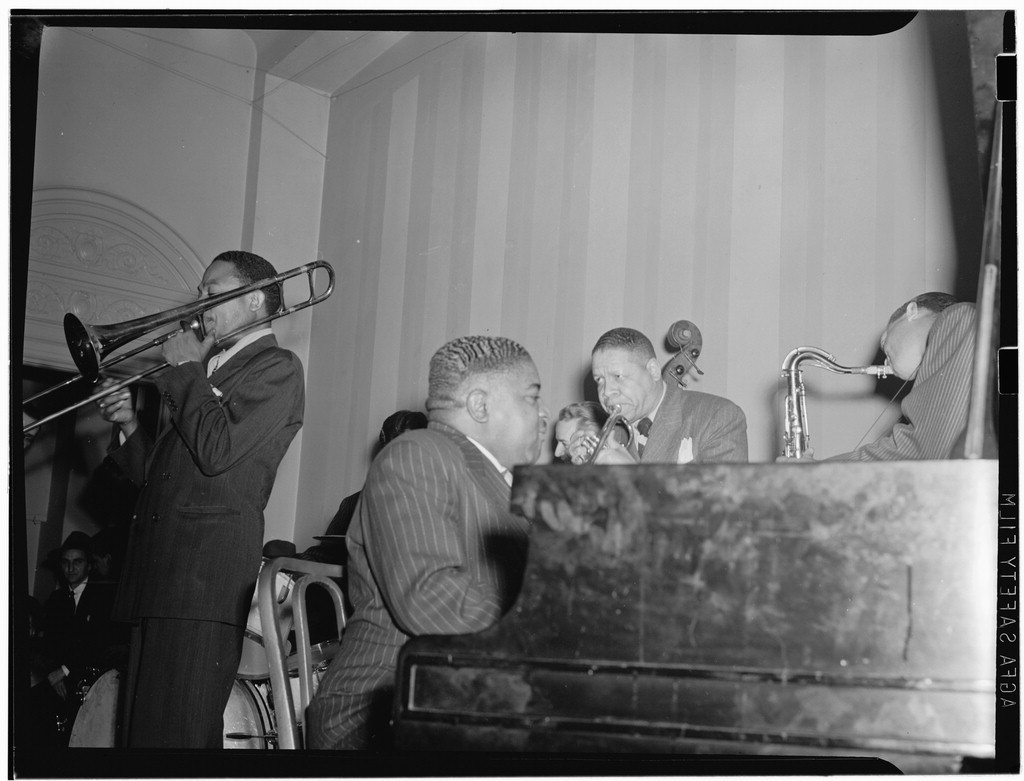
Jay Higginbotham, Pete Johnson, Red Allen und Lester Young, National Press Club, Washington, D.C., ca. 1940.
Foto: William P. Gottlieb.

Higginbotham wuchs in Cincinnati auf und spielte zu Beginn seiner Musikerkarriere bei Wes Helvey (1924/25), Eugene Primos und Jimmy Harrison (1926/27). In den 1930er und 1940er Jahren spielte er u. a. in den Swing-Bands von Luis Russell (ab 1928), Benny Carter, Red Allen, Chick Webb und Fletcher Henderson. Von 1934 bis 1936 gehörte er auch der Mills Blue Rhythm Band an. Zwischen 1937 und 1940 spielte er bei Louis Armstrong, der Russels Band übernommen hatte. In den 1940er Jahren gehörte er dem Sextett von Red Allen an; ab 1947 hatte er seine eigenen Ensemble, 1955 in Cleveland und Boston, 1956–59 in New York; 1958 unternahm er eine Europatournee mit Sammy Price.
In den 1960er Jahren hatte er eine Dixieland-Band in New York City, 1963 besuchte er Skandinavien, war 1964 noch einmal kurz bei Louis Armstrong und trat 1968 in New York mit Ray Nance auf. Higginbotham nahm etliche Platten auf, sowohl als Bandleader und gefragter Begleitmusiker. Zu hören ist er auf Plattenaufnahmen von Joe King Oliver 1928/29, Jelly Roll Morton, den Chocolate Dandies und Benny Carter, Fats Waller 1929, Louis Armstrong 1929–40, Luis Russell 1929–31, Victoria Spivey 1929, Red Allen 1929–46, Jack Purvis 1930, Fletcher Henderson 1931–37, Benny Carter 1933–46, Coleman Hawkins 1933/1940, Buster Bailey (1934), Mezz Mezzrow 1937, Lil Hardin Armstrong 1938 und 1945, Lionel Hampton 1939, Ida Cox 1939/40, Sidney Bechet 1941, den Metronome All-Stars 1941, 1942 und 1946, Pete Johnson 1946, Buck Clayton 1953–66, Jay McShann 1957 und Tiny Grimes.
Nach Carlo Bohländer war sein kraftvoller, rauer Ton und unvermittelte dynamische Ausbrüche beim Spiel Higginbothams charakteristisch.
Seine Nichte war die Songwriterin Irene Higginbotham (* 1918, † 1988); sie schrieb u. a Billie Holidays Song „Good Morning Heartache“ (1946); sein Neffe ist der Posaunist Joseph Orange.

## Aufnahmen
- Doctor Blues (mit Luis Russell, 1929)
- Saint Louis Blues (mit Louis Armstrong, 1929)
- That's How I Feel Today (mit Mezz Mezzrow, 1937)
- When the Saints Go Marchin' In  (mit Louis Armstrong, 1938)